# Coritiba FC
Der Coritiba Foot Ball Club, allgemein bekannt als Coritiba und umgangssprachlich als „Coxa“ bezeichnet, ist ein brasilianischer Fußballverein aus Curitiba, der Hauptstadt des brasilianischen Bundesstaates Paraná. Gegründet 1909 von deutschen Einwanderern, ist er der älteste Fußballverein des Bundesstaates und derjenige mit den meisten Titeln auf Landesebene.
Das Heimstadion von Coritiba ist das Estádio Major Antônio Couto Pereira, das 1932 erbaut wurde und eine Kapazität von 40.000 Zuschauern bietet. Die größte Rivalität besteht mit Athletico Paranaense, mit dem das Atletiba-Derby ausgetragen wird, eines der großen Derbys im brasilianischen Fußball. Außerdem wird das Paratiba-Derby mit dem Paraná Clube ausgetragen.
Coritiba war der erste Verein aus Paraná, der 1985 die brasilianische Meisterschaft gewann und damit die seit den 1960er Jahren anhaltende Vorherrschaft von Teams aus São Paulo, Rio de Janeiro, Rio Grande do Sul und Minas Gerais beendete. Außerdem gewann der Verein zweimal die zweite Liga der brasilianischen Meisterschaft (Série B), in den Jahren 2007 und 2010. Die Paraná-Staatsmeisterschaft konnte Coritiba bereits 39 Mal gewinnen, was mehr ist als die beiden anderen großen Rivalen zusammen (Athletico Paranaense mit 27 Titeln und Paraná Clube mit 7).
Im Juni 2023 schloss Treecorp Investimentos den Kauf von 90 % der SAF des Vereins für 1,1 Milliarden Reais ab.

## Überblick
Coritiba ist der erste Verein aus Südbrasilien, der einen nationalen Titel gewonnen hat, das Torneio do Povo 1973. Außerdem ist er der erste Verein aus dem Süden, der an beiden wichtigsten kontinentalen Wettbewerben, der Copa Libertadores und der Copa Sudamericana, teilgenommen hat.
Er war sowohl der erste Verein aus Paraná, der die Série A (den wichtigsten Titel in Brasilien) gewann, als auch der erste, der das Halbfinale des zweitwichtigsten Wettbewerbs des Landes, der Copa do Brasil, in den Jahren 1991, 2001, 2009 und das Finale in den Jahren 2011 und 2012 erreichte.
Als einziger Verein mit sechs aufeinander folgenden Paranaense-Titeln zwischen 1971 und 1976 ist Coritiba auch der Verein mit den meisten Teilnahmen an dieser Meisterschaft. Mit über 30.000 Mitgliedern belegt er derzeit den 1. Platz im FPF-Ranking, den 14. Platz im CBF-Ranking, den 83. Platz im Conmebol-Ranking und den 125. Platz im internationalen IFFHS-Ranking. Der Verein hat mehr als 30.000 Mitglieder.
Stand 2013 unterhält er Partnerschaften (einschließlich Leihgeschäften und Austausch von Jugendspielern) mit Porto und Benfica aus Portugal, Chivas Guadalajara aus Mexiko, Daegu aus Südkorea und VVV-Venlo aus den Niederlanden.
Der Verein hält immer noch den Rekord für die meisten aufeinander folgenden Siege (24) in offiziellen Wettbewerben und die längste Siegesserie unter brasilianischen Mannschaften, mit über 4.800 Spielen in seiner Geschichte.
Coritiba ist der erste Fußballverein im Süden Brasiliens, der sich dem American Football zuwendet. Coritiba Crocodiles ist ein American-Football-Team, das aus dem Zusammenschluss von Coritiba (American Football) und den Barigui Crocodiles entstanden ist und dreimaliger brasilianischer Meister, neunmaliger Landesmeister und zweimaliger Gewinner der Southern Conference ist.

## Geschichte
Im Jahre 1909 fanden sich einige Jugendliche, Mitglieder der Deutschen Gesellschaft von Coritiba, zusammen um sich im Club Ginástico Teuto-Brasileiro sportlich zu betätigen. Im September des gleichen Jahres brachte einer dieser Jugendlichen, Frederico Fritz Essenfelder, einen Lederball mit in den Club und erklärte den Anderen die Fußballregeln. Die Jugendlichen mochten die neue Sportart und begannen Spiele auf dem Quartel da Força Pública Platz auszutragen. Noch am 12. Oktober wurde der Coritibano Football Club gegründet. Gegründet wurde der Verein in Teatro Hauer.
Am 23. Oktober wurde das erste offizielle Spiel des neuen Vereins in Ponta Grossa ausgetragen. Damaliger Gegner war der Club de Foot-Ball Tiro Pontagrossense, welcher von englischen Arbeitern der Ponta Grossa railroad gegründet wurde. Das Spiel endete 0:1 aus der Sicht des Coritiba FC. Coritiba bestand zu dieser Zeit aus den Gründern: Artur Hauer, Alfredo Labsch, Leopoldo Obladen, Robert Juchsch, Carlos Schlender, Fritz Essenfelder, Carl Maschke, Waldemar Hauer, Rudolf Kastrup, Adolpho Müller, Emílio Dietrich, Erothides Calberg und Arthur Iwersen.
Am 21. Oktober 1910 änderte der Verein zum ersten Mal seinen Namen und wurde zu Coritiba. João Viana Seiler wurde zum ersten Präsidenten des Clubs gewählt. Am 12. Juni 1910 fand das erste Spiel in Curitiba, in Campo do Prado, statt. Coritiba bezwang den Ponta Grossa Foot Ball Club (vorher: Club de Foot-Ball Tiro Pontagrossense) mit 5:3 und konnte sich somit für die Niederlage aus dem ersten Spiel revanchieren. Im Jahre 1916 konnte mit der Staatsmeisterschaft von Paraná der erste Titel errungen werden. Auf den ersten nationalen Titel musste lange gewartet werden. 1985 besiegte Coritiba den Bangu AC aus Rio de Janeiro in den Meisterschaftsendspielen.

## Verein

### Name
Der heutige offizielle Name der Stadt Curitiba wurde 1919 festgelegt, zehn Jahre nach der Gründung des Vereins, der damals tatsächlich Coritiba genannt wurde. Aus Tradition behielt der Verein seinen ursprünglichen Namen bei, zusammen mit den Wörtern "Fußball" und "Club".
Der Name "Curitiba" hatte im Laufe der Geschichte viele Schreibweisen durchlaufen, wie Coritiba und Curityba, aufgrund der kulturellen Vielfalt in der Stadt.

### Farben und Logo

Flagge des Staates Paraná

Die Vereinsfarben sind Grün und Weiß, die Farben der Flagge des Staates Paraná. Coritiba, gegründet am 12. Oktober 1909, ist das älteste "grün-weiße" Team im brasilianischen Fußball.
Das Vereinslogo ist ein grüner Globus mit den Initialen CFC in Weiß in der Mitte und zwölf weißen stilisierten Pinienkernen. Die Farben des Logos, Grün und Weiß, entsprechen denen der Flagge des Staates Paraná. Das erste Logo von Coritiba war einfach: ein weißer Hintergrund in einem grünen Kreis mit den Initialen CFC in Grün.

### Spielkleidung
Das erste Trikot von Coritiba wurde von 1909 bis 1916 verwendet und bestand aus grünen und weißen vertikalen Streifen. Das zweite Trikot von Coritiba, das von 1916 bis 1976 verwendet wurde, war ganz weiß.
Das aktuelle Heimtrikot besteht aus einem weißen Hemd mit zwei grünen horizontalen Streifen und schwarzen Shorts und weißen Socken. Das Auswärtstrikot besteht aus einem Hemd mit grünen und weißen vertikalen Streifen, schwarzen Shorts und grünen Socken. Diese Trikots wurden 1976 eingeführt.

#### Entwicklung der Spielkleidung
| 1980      | 1988      | 1993-1995 | 1996 | 1997-1998 | 2013 | 2014 | 2015 | 2016-2017 |
| 2017-2018 | 2018-2019 | 2020      | 2021 | 2022      | 2023 |      |      |           |

### Maskottchen
Das Maskottchen des Vereins ist ein alter Mann mit dem Spitznamen Vovô Coxa (Opa Coxa), der die Tradition des Vereins als ältester Fußballverein von Curitiba repräsentiert.

### Hymne
Der Text der offiziellen Vereinshymne wurde von Cláudio Ribeiro komponiert, die Musik stammt von Homero Rébuli. Es existiert eine inoffizielle Hymne mit dem Titel "Coritiba Eterno Campeão" (Coritiba Ewiger Meister), die von Francis Night komponiert wurde. Eine dritte Hymne, mit Text von Vinicius Coelho und Musik von Sebastião Lima, trägt ebenfalls den Titel "Eterno Campeão" (Ewiger Meister).

## Wissenswertes
- erster Torschütze des Vereins war Fritz Essenfelter. Essenfelter brachte bei der Vereinsgründung auch den Ball ein.
- höchster Sieg im Verlauf der nationalen Meisterschaft: 7:1 gegen Ferroviário (16. April 1980) bzw. gegen Desportiva-ES (4. Mai 1980)
- höchste Niederlage im Verlauf der nationalen Meisterschaft: 0-5 gegen Grêmio (29. Februar 1984) bzw. gegen Palmeiras (17. August 1996)
- bester Schütze für den Verein: Duílio Dias – 202 Tore (zwischen 1954 und 1964)
- das Maskottchen des Vereins ist Vovô Coxa, Opa Coxa (asgespr. Koscha), der die Tradition als ältester Verein in Curitiba repräsentiert.

## Höchste Siege von Coritiba

### Die größten Siege des Coritiba
| Gegen Teams aus dem Paraná-Staat |           |                        |               |                              |
| Tag                              | Punktzahl | Gegen                  | Ort           | Meisterschaft                |
| 7. Nov. 1926                     | 13–1      | Paraná (PR)            | Curitiba (PR) | Campeonato Paranaense (1926) |
| 21. Jun. 1952                    | 11–0      | Bloco Morgenau (PR)    | Curitiba (PR) | Campeonato Paranaense (1952) |
| 28. Aug. 1965                    | 11–0      | Olímpico (PR)          | Curitiba (PR) | Campeonato Paranaense (1965) |
| 27. Jun. 1953                    | 10–0      | Britânia (PR)          | Curitiba (PR) | Campeonato Paranaense (1953) |
| 17. Mar. 1940                    | 10–0      | Pinheiral (PR)         | Curitiba (PR) | Campeonato Paranaense (1939) |
| 11. Aug. 1929                    | 10–0      | Paranaense (PR)        | Curitiba (PR) | Campeonato Paranaense (1929) |
| 8. Sep. 1929                     | 10–1      | Aquibadan (PR)         | Curitiba (PR) | Campeonato Paranaense (1929) |
| 1. Feb. 1942                     | 10–2      | Jacarezinho (PR)       | Curitiba (PR) | Campeonato Paranaense (1941) |
| 9. Feb. 1947                     | 10–2      | Palmeiras (PR)         | Curitiba (PR) | Campeonato Paranaense (1946) |
| 9. Feb. 1957                     | 10–2      | Palestra Itália (PR)   | Curitiba (PR) | Campeonato Paranaense (1957) |
| 11. Mar. 2000                    | 9–0       | Francisco Beltrão (PR) | Curitiba (PR) | Campeonato Paranaense (2000) |
| 2. Jan. 1927                     | 9–0       | Savóia (PR)            | Curitiba (PR) | Campeonato Paranaense (1926) |
| 23. Jun. 1946                    | 9–1       | Água Verde (PR)        | Curitiba (PR) | Campeonato Paranaense (1946) |
| 9. Mar. 1957                     | 9–1       | Bloco Morgenau (PR)    | Curitiba (PR) | Campeonato Paranaense (1957) |
| 4. Dec. 1960                     | 9–1       | Iraty (PR)             | Curitiba (PR) | Campeonato Paranaense (1960) |

| Gegen andere Teams |           |                  |               |                                      |
| Tag                | Punktzahl | Gegen            | Ort           | Meisterschaft                        |
| 16. August 1995    | 8–0       | Ferroviária (SP) | Curitiba (PR) | Campeonato Brasileiro Série B (1995) |
| 16. April 1980     | 7–1       | Ferroviário (CE) | Curitiba (PR) | Campeonato Brasileiro (1980)         |
| 4. Mai 1980        | 7–1       | Desportiva (ES)  | Curitiba (PR) | Campeonato Brasileiro (1980)         |
| 27. Februar 2008   | 6–0       | Tuna Luso (PA)   | Curitiba (PR) | Copa do Brasil (2008)                |
| 5. Mai 2011        | 6–0       | Palmeiras (SP)   | Curitiba (PR) | Copa do Brasil (2011)                |
| 28. August 1960    | 5–0       | Paula Ramos (SC) | Curitiba (PR) | Taça Brasil (1960)                   |
| 12. November 1979  | 5–0       | Mixto (MT)       | Curitiba (PR) | Campeonato Brasileiro (1979)         |
| 26. November 1995  | 5–0       | Mogi Mirim (SP)  | Curitiba (PR) | Campeonato Brasileiro Série B (1995) |
| 10. August 2003    | 5–0       | Flamengo (RJ)    | Curitiba (PR) | Campeonato Brasileiro (2003)         |
| 14. Juni 2009      | 5–0       | Flamengo (RJ)    | Curitiba (PR) | Campeonato Brasileiro (2009)         |
| 11. September 2011 | 5–0       | Botafogo (RJ)    | Curitiba (PR) | Campeonato Brasileiro (2011)         |
| 1. Mai 1981        | 5–1       | Cruzeiro (MG)    | Curitiba (PR) | Torneio Dia do Trabalhador (1981)    |
| 30. Januar 1999    | 5–1       | Criciúma (SC)    | Criciúma (SC) | Copa Sul Brasileira (1999)           |
| 28. November 2004  | 5–1       | Vitória (BA)     | Curitiba (PR) | Campeonato Brasileiro (2004)         |
| 27. Oktober 2006   | 5–1       | Vila Nova (GO)   | Curitiba (PR) | Campeonato Brasileiro Série B (2006) |
| 22. November 2008  | 5–1       | Santos (SP)      | Curitiba (PR) | Campeonato Brasileiro (2008)         |
| 12. Oktober 2010   | 5–1       | América (RN)     | Curitiba (PR) | Campeonato Brasileiro Série B (2010) |
| 19. Oktober 2010   | 5–1       | Vila Nova (GO)   | Curitiba (PR) | Campeonato Brasileiro Série B (2010) |
| 5. Juni 2011       | 5–1       | Vasco (RJ)       | Curitiba (PR) | Campeonato Brasileiro (2011)         |

### Die 24 aufeinanderfolgenden Siege – 2011
| Spiele | Datum       | Gegner                      | Wettbewerb            |
| ------ | ----------- | --------------------------- | --------------------- |
| 1      | 3. Februar  | Coritiba 5–0 Iraty          | Campeonato Paranaense |
| 2      | 6. Februar  | Rio Branco 1–4 Coritiba     | Campeonato Paranaense |
| 3      | 10. Februar | Corinthians-PR 1–2 Coritiba | Campeonato Paranaense |
| 4      | 13. Februar | Coritiba 3–0 Roma           | Campeonato Paranaense |
| 5      | 16. Februar | Ypiranga 0–1 Coritiba       | Copa do Brasil        |
| 6      | 20. Februar | Coritiba 4–2 Atlético-PR    | Campeonato Paranaense |
| 7      | 24. Februar | Coritiba 2–0 Ypiranga       | Copa do Brasil        |
| 8      | 27. Februar | Cianorte 1–2 Coritiba       | Campeonato Paranaense |
| 9      | 6. März     | Coritiba 3–2 Operário       | Campeonato Paranaense |
| 10     | 9. März     | Paranavaí 0–3 Coritiba      | Campeonato Paranaense |
| 11     | 13. März    | Coritiba 4–2 Paraná         | Campeonato Paranaense |
| 12     | 17. März    | Atlético-GO 1–2 Coritiba    | Copa do Brasil        |
| 13     | 20. März    | Cascavel 0–3 Coritiba       | Campeonato Paranaense |
| 14     | 23. März    | Coritiba 2–0 Arapongas      | Campeonato Paranaense |
| 15     | 26. März    | Iraty 2–4 Coritiba          | Campeonato Paranaense |
| 16     | 30. März    | Coritiba 3–1 Atlético-GO    | Copa do Brasil        |
| 17     | 2. April    | Coritiba 6–2 Rio Branco     | Campeonato Paranaense |
| 18     | 10. April   | Coritiba 1–0 Corinthians-PR | Campeonato Paranaense |
| 19     | 14. April   | Coritiba 4–0 Caxias         | Copa do Brasil        |
| 20     | 17. April   | Roma 1–4 Coritiba           | Campeonato Paranaense |
| 21     | 24. April   | Atlético-PR 0–3 Coritiba    | Campeonato Paranaense |
| 22     | 27. April   | Caxias 0–1 Coritiba         | Copa do Brasil        |
| 23     | 1. Mai      | Coritiba 2–0 Cianorte       | Campeonato Paranaense |
| 24     | 5. Mai      | Coritiba 6–0 Palmeiras      | Copa do Brasil        |

## Höchste Zuschauerzahlen im Couto Pereira
1. Coritiba 0–2 Flamengo, 58,311 Menschen, 21. November 1983, Campeonato Brasileiro.
2. Coritiba 2–0 Colorado-PR, 53,571 Menschen, 16. September 1979, Campeonato Paranaense.
3. Coritiba 3–0 Atlético-PR, 52,028 Menschen, 1. Mai 1990, Campeonato Paranaense.
4. Coritiba 1–0 Corinthians, 51,662 Menschen, 11. Mai 1980, Campeonato Brasileiro.
5. Coritiba 1–1 Vasco, 50,582 Menschen, 12. Dezember 1979, Campeonato Brasileiro.
6. Coritiba 0–0 Atlético-PR, 47,307 Menschen, 13. Dezember 1978, Campeonato Paranaense.
7. Coritiba 2–0 Paranavaí, 47,208 Menschen, 23. März 2003, Campeonato Paranaense.
8. Coritiba 0–0 Atlético-PR, 46,217 Menschen, 10. Dezember 1976, Campeonato Paranaense.
9. Coritiba 2–2 Flamengo-RJ, 45,458 Menschen, 9. November 1988, Campeonato Brasileiro.

## Players

### Große Mannschaften von Coritiba
Einige Zeitschriften befragten nach dem besten Coritiba-Team aller Zeiten, bestehend aus den besten Coritiba-Spielern aller Zeiten. Nur zwei Spieler waren in allen Umfragen vertreten, Fedato und Miltinho. Jairo, Hildago, Nilo, Krügger und Zé Roberto tauchen in zwei von drei Listen auf:
Grandes Times Brasileiros (1971)Joel – Tonico, Fedato, Pescuma, Carazzai – Miltinho, Hidalgo, Tião Abatiá – Baby, Ivo, Ronald
Lance! – Especial (2005)Jairo – Hermes, Fedato, Oberdan, Nilo – Miltinho, Hidalgo, Alex, Krügger – Zé Roberto, Aladim
Placar – Especial (2009)Jairo – Ninho, Fedato, Pizzatinho, Nilo – Miltinho, Zé Roberto, Krügger – Lela, Duílio, Pachequinho

## Statistiken
| Jahr | Position | Turnier |
| ---- | -------- | ------- |
| 2003 | 5º       | Serie A |
| 2004 | 12º      | Serie A |
| 2005 | 19º      | Serie A |
| 2006 | 6º       | Serie B |
| 2007 | 1º       | Serie B |
| 2008 | 9º       | Serie A |
| 2009 | 17º      | Serie A |
| 2010 | 1º       | Serie B |
| 2011 | 8º       | Serie A |
| 2012 | 13º      | Serie A |
| 2013 | 11º      | Serie A |
| 2014 | 13º      | Serie A |
| 2015 | 14º      | Serie A |
| 2016 | 15º      | Serie A |
| 2017 | 17º      | Serie A |
| 2018 | 10º      | Serie B |
| 2019 | 3º       | Serie B |
| 2020 | 19º      | Serie A |
| 2021 | 3º       | Serie B |
| 2022 | 15º      | Serie A |
| 2023 | 19º      | Serie A |

## Sponsoren und Ausstatter

### Ausstatter
| Zeitraum   | Ausstatter    |
| ---------- | ------------- |
| 2018-heute | 1909          |
| 2016-2017  | Adidas        |
| 2012–2016  | Nike          |
| 2008–2011  | Lotto         |
| 2006–2007  | Diadora       |
| 1997–2005  | Penalty       |
| 1990–1996  | Umbro         |
| 1989–1990  | Campeã        |
| 1987–1988  | Arcal – Umbro |
| 1979–1987  | Adidas        |

### Sponsoren
| Zeitraum  | Sponsor                                                 |
| --------- | ------------------------------------------------------- |
| 2024-     | Reals Neodent                                           |
| 2022-2023 | RDP Pro Tork Neodent Ligga                              |
| 2021      | RDP Pro Tork Neodent                                    |
| 2020      | RDP Pro Tork                                            |
| 2014-2019 | Caixa Pro Tork                                          |
| 2013      | Caixa Netshoes Pro Tork Coca-Cola                       |
| 2012      | BMG IRA Motoparts Netshoes Limagrain-Guerra Coca-Cola   |
| 2011      | BMG IRA Motoparts JMalucelli Limagrain-Guerra Coca-Cola |
| 2010      | BMG IRA Motoparts                                       |
| 2009      | Positivo Informática Lupo                               |
| 2007–2009 | Previsul Seguradora                                     |
| 2007      | Mastercorp Ribbons                                      |
| 2006      | Radial Vale Fértil                                      |
| 2004–2005 | Claro                                                   |
| 2001–2002 | TIM                                                     |
| 1995–2000 | Sanyo                                                   |
| 1994      | Renner Herrmann S.A.                                    |
| 1993      | Bauducco                                                |
| 1987–1991 | Coca-Cola                                               |
| 1987      | Müller                                                  |
| 1986      | Romani S.A.                                             |
| 1985      | Britânia                                                |

## Marktwert
Gemäß der Rangliste der Beratungsgesellschaft BDO RCS Auditores Independentes aus dem Jahr 2014 besaß Coritiba den 13. höchsten Marktwert im brasilianischen Fußball, der auf etwa 118,5 Millionen Reais geschätzt wurde. Trotz dieses hohen Wertes wurde Coritiba im Juni 2023 an das Unternehmen TreeCorp Investimentos für einen Betrag von 1,1 Milliarden Reais verkauft.

## Stadion

Das Couto Pereira in Curitiba

Das Major Antônio Couto Pereira Stadion, das 1932 erbaut wurde und heute 40.502 Zuschauer fasst, ist bei Fans und Presse unter den Namen Couto Pereira oder Alto da Glória bekannt.
Das Grundstück für das Stadion wurde von Nicolau Scheffer gespendet oder aufgrund von Steuern zu einem symbolischen Preis verkauft. Damals galt der Standort als abgelegen, und es wurde oft behauptet, dass er aufgrund der Entfernung nicht rentabel sei.
Im Zuge einer Renovierung im Jahr 2005 wurde der Spielfeld vergrößert und die Schutzgitter entfernt, um die Sicht auf das Spiel von allen Bereichen des Stadions zu verbessern. Außerdem wurden die Ersatzbänke und Tore modernisiert, der gesamte Rasen erneuert und die Innenräume (Umkleidekabinen und Säle) renoviert.
Ursprünglich hieß das Stadion Belfort Duarte. Nach einer Erweiterung und Renovierung im Jahr 1977 wurde es zu Ehren eines der Hauptverantwortlichen für die Verwirklichung des Stadions in seinen heutigen Namen umbenannt.

## Fans

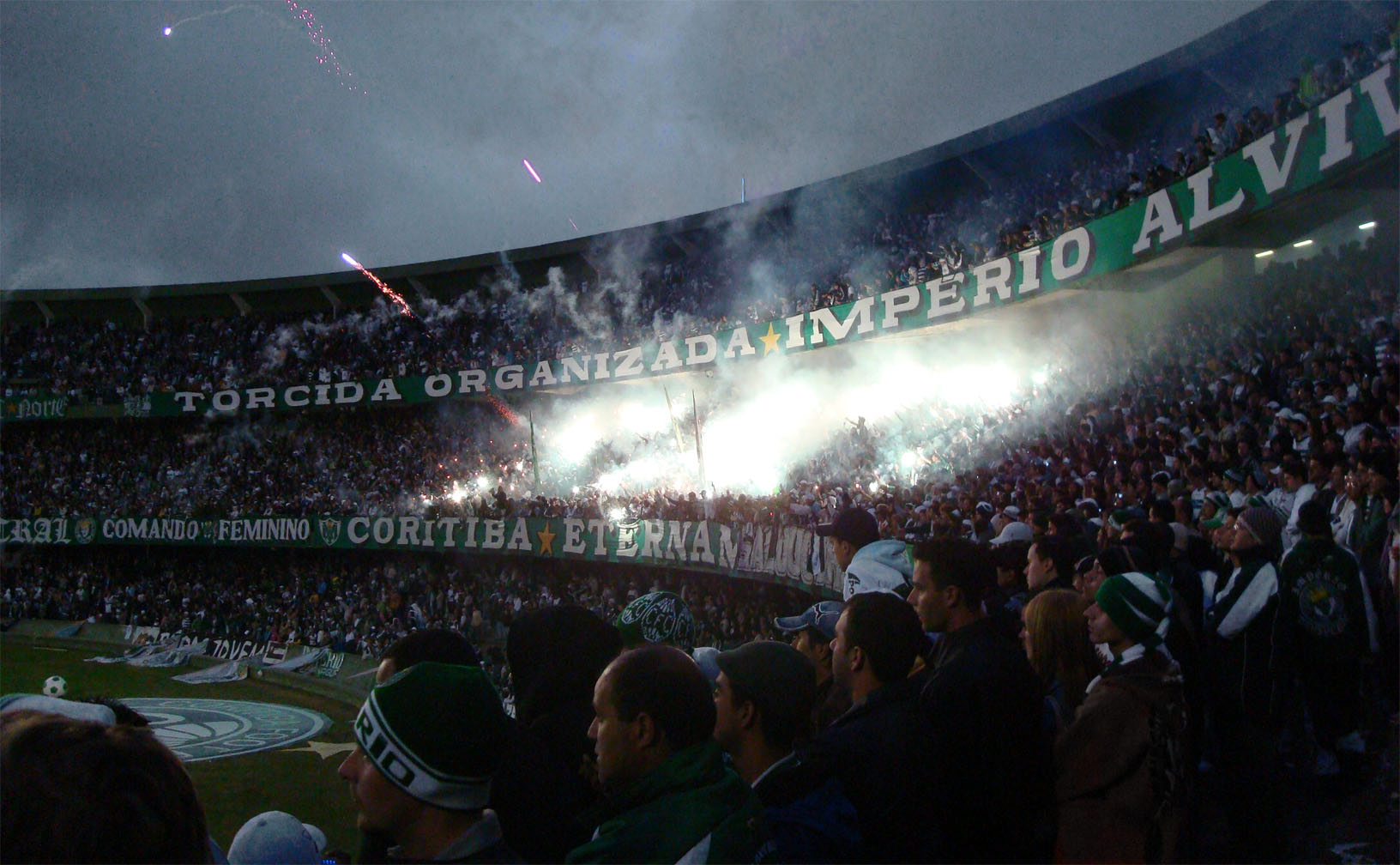
Império Alviverde

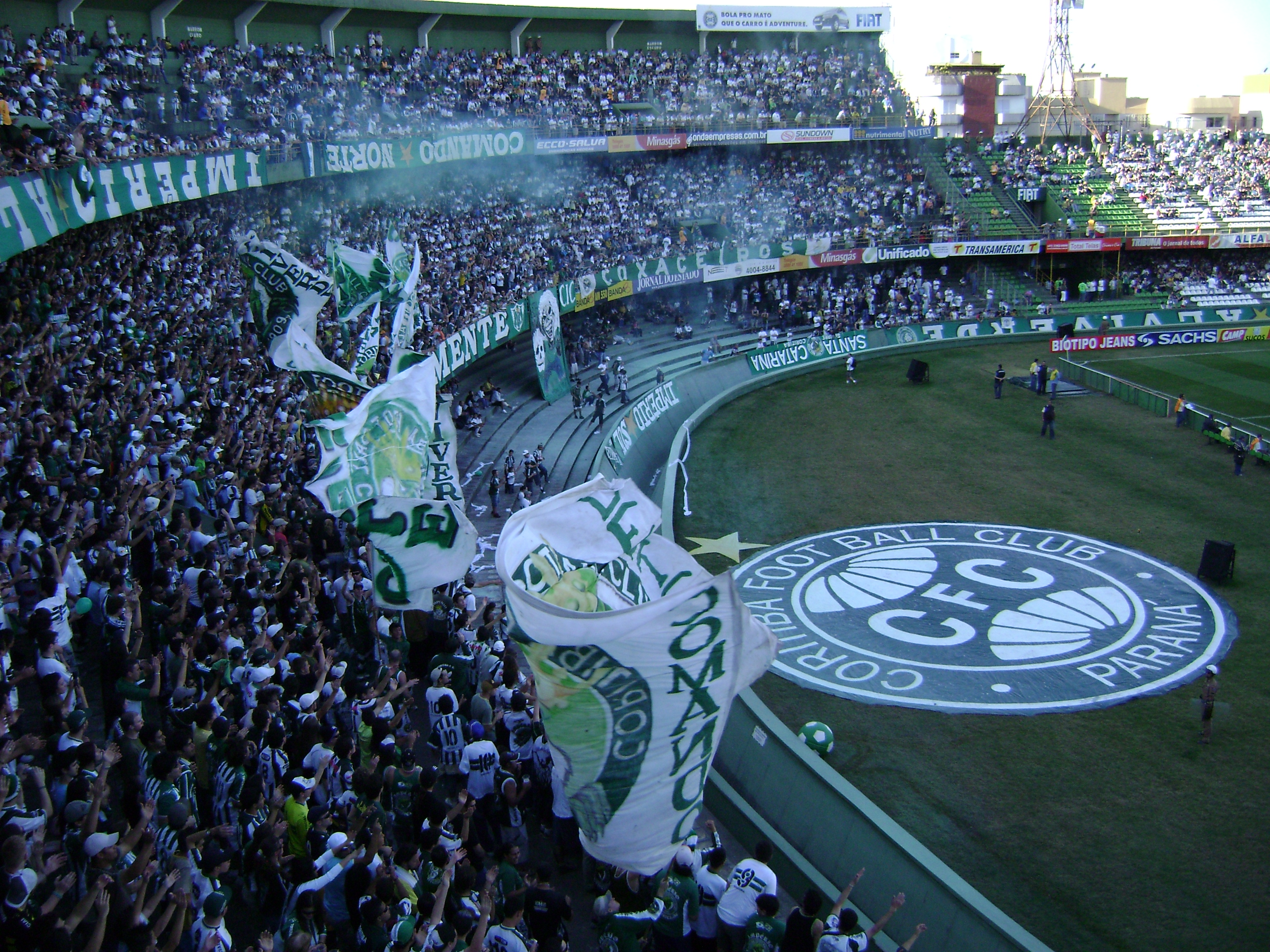
Império Alviverde

Die wichtigste organisierte Fangruppe des Vereins ist Império Alviverde, gegründet 1977. Die Gruppe trägt grün-weiße Farben und gilt als eine der größten organisierten Fangruppen in der Südregion Brasiliens, wenn nicht sogar die größte.
Neben der Tatsache, dass der Verein zu den traditionsreichsten des Bundesstaates gehört, ist die Coxa-Branca-Fangemeinde ebenfalls eine der traditionsreichsten in Paraná. Bereits 1939 gründete Pinha (Luis Vila), ehemaliger Torwart von Coxa, die erste organisierte Fangruppe im Bundesstaat Paraná, die sich durch Trommeln und Anfeuerungsrufe von ihren Rivalen abhob.
1986 und 2004 waren sie bei der Copa Libertadores da América in allen Ländern präsent, in denen Coritiba das Turnier spielte, wie Peru, Paraguay und Argentinien. Ihre wichtigste organisierte Fangruppe ist Império Alviverde.
2010 besuchten die Fans trotz der schweren Strafe für den Verein alle zehn Spiele der Mannschaft in Joinville, 130 Kilometer von Curitiba entfernt. Mit insgesamt 33.156 Fans und einem Durchschnitt von 3.315 Zuschauern pro Spiel zeigten sie, dass die Stärke und Leidenschaft für den Verein keine Grenzen kennt.
Die Coxa-Fangemeinde, die im Süden Brasiliens traditionell ist, gehört zu den größten unter den Südklubs. Eine Umfrage von IBOPE (Meinungsforschungsunternehmen) aus dem Jahr 2010 weist den Paraná-Verein als drittgrößte Fangemeinde in der Südregion aus. Die Coritiba-Fangemeinde hat immer noch die höchste durchschnittliche Zuschauerzahl in der Staatsmeisterschaft, und sie hielt in 14 der letzten 21 Jahre mit registrierten Zuschauerzahlen (1994 bis 2019) den höchsten Durchschnitt; wenn nicht an erster, dann fast immer an zweiter Stelle, ähnlich wie in der brasilianischen Meisterschaft.
Die Coritiba-Fangemeinde ist auch dafür bekannt, die "Green Hell" ("Grüne Hölle") im Couto Pereira zu veranstalten, was die Fans dazu veranlasst, immer mehr Neuerungen in Sachen Pyrotechnik, Rauch, Papier, Feuerwerk und Beleuchtung einzuführen, egal ob bei Nacht oder bei Tag.
Die zweitgrößte organisierte Fangruppe von Coritiba ist Dragões Alviverde ("Die Grün-Weiße Drachen"). Dragões Alviverde wurde 1996 gegründet.

## Rivalitäten
Coritiba größte Rivalen kommen aus derselben Stadt: Atlético-PR und Paraná Clube. Die Spiele zwischen Coritiba und Atlético-PR werden "Atle-Tiba" genannt, während die Spiele zwischen Coritiba und Paraná als "Para-Tiba" bekannt sind.

### Atle-Tiba

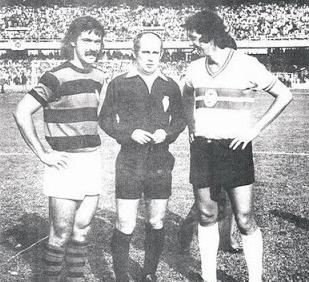
Atletiba (1972)

Der "Atletiba-Klassiker" ist der Name des Aufeinandertreffens zwischen Coritiba und Atlético Paranaense, zwei Vereinen aus der Stadt Curitiba, die seit dem 8. Juni 1924 stattfinden, als Coritiba die Rivalen mit 6:3 besiegte. Im Laufe der Jahre ist die Rivalität gewachsen und gilt derzeit als eine der größten Rivalitäten in der südlichen Region des Landes, was auf die zahlreichen entscheidenden Spiele zurückzuführen ist, die diese beiden Rivalen ausgetragen haben, und die sie zu den Vereinen mit den größten Fanbasen im Bundesstaat Paraná macht. Der größte Sieg im Duell fand am 14. November 1959 statt, als Coritibe die Rivalen mit 6:0 besiegte.

### Paratiba
Der "Paratiba" ist der Klassiker zwischen Coritiba und Paraná. Der erste Klassiker, den Coritiba mit 1:0 gewann, fand am 4. Februar 1990 statt. Die größten Siege des Duells gab es 2002 mit einem 6:1-Sieg für Paraná und 2021 mit einem 5:0-Sieg für Coritiba.

## Erfolge
- Meister von Brasilien: 1985
- Série B: 2007, 2010
- Staatsmeisterschaft von Paraná: (39-facher Meister) 1916, 1927, 1931, 1933, 1935, 1939, 1941, 1942, 1946, 1947, 1951, 1952, 1954, 1956, 1957, 1959, 1960, 1968, 1969, 1971, 1972, 1973, 1974, 1975, 1976, 1978, 1979, 1986, 1989, 1999, 2003, 2004, 2008, 2010, 2011, 2012, 2013, 2017, 2022

- Torneio Internacional de Verão de Curitiba: 1968, 1970, 1971
- Taça Pierre Colon: 1969
- Fita Azul: 1972
- Torneio do Povo: 1973
- Taça Akwaba: 1983
- Festival Brasileiro de Futebol: 1997

## Die Profimannschaft
Stand: 21. März 2025
| Nr. |           | Position | Name                                               |
| --- | --------- | -------- | -------------------------------------------------- |
| 1   | Brasilien | TW       | Pedro Morisco                                      |
| 2   | Uruguay   | AB       | Matías Fracchia                                    |
| 3   | Brasilien | AB       | Maicon (Leihe von CR Vasco da Gama)                |
| 4   | Brasilien | AB       | Rodrigo Moledo                                     |
| 5   | Brasilien | MF       | Geovane                                            |
| 6   | Brasilien | AB       | Rodrigo Gelado                                     |
| 8   | Brasilien | MF       | Filipe Machado (Leihe von EC Vitória)              |
| 9   | Brasilien | ST       | Júnior Brumado (on loan from FC Midtjylland)       |
| 10  | Portugal  | MF       | Josué                                              |
| 11  | Brasilien | ST       | Lucas Ronier                                       |
| 12  | Brasilien | TW       | Pedro Rangel (Leihe von Fluminense Rio de Janeiro) |
| 14  | Brasilien | AB       | Thalisson                                          |
| 16  | Brasilien | AB       | João Almeida                                       |
| 18  | Brasilien | MF       | Matheus Bianqui                                    |
| 19  | Kolumbien | MF       | Sebastián Gómez                                    |
| 23  | Brasilien | AB       | Tiago Cóser                                        |

| Nr. |           | Position | Name                                      |
| --- | --------- | -------- | ----------------------------------------- |
| 26  | Brasilien | AB       | Bruno Melo                                |
| 33  | Brasilien | ST       | Caio Matheus                              |
| 36  | Brasilien | MF       | Vini Paulista                             |
| 37  | Brasilien | ST       | Everaldo                                  |
| 38  | Brasilien | MF       | Geovane Meurer                            |
| 49  | Brasilien | ST       | Dellatorre                                |
| 67  | Brasilien | TW       | Benassi                                   |
| 77  | Brasilien | ST       | Éberth                                    |
| 87  | Brasilien | TW       | Gabriel Leite                             |
| 91  | Brasilien | ST       | Gustavo Coutinho (Leihe von Sport Recife) |
|     | Uruguay   | ST       | Carlos de Pena                            |
|     | Brasilien | ST       | Nicolas Careca                            |
|     | Brasilien | MF       | Jorge Vinicius                            |
|     | Brasilien | MF       | Matheus Dias                              |
|     | Brasilien | MF       | Jean Gabriel                              |

## Trainer- und Funktionsteam 2024
| Name             | Position            |
| ---------------- | ------------------- |
| Guto Ferreira    | Cheftrainer         |
| Henrique Américo | Co-Trainer          |
| Leonardo Galbes  | Co-Trainer          |
| Fernando Correa  | Torwarttrainer      |
| Higor Felliny    | Torwarttrainer      |
| Rodrigo Chaves   | Leiter Fitness      |
| Rodrigo Monginho | Leiter Fitness      |
| Renan Nunes      | Leiter Fitness      |
| Leomir de Souza  | Sportlicher Manager |

## Bekannte ehemalige Spieler
| - Reinaldo Felisbino – Lela - Rafael Cammarota - Aroldo Fedato - Hamilton Guerra – Miltinho - Jairo - Manga - Bruno Gabriel Soares | - Bequinha - Hermes - Dida - Marcelinho - Krüger - Dirceu - Alex | - Aladim - Duílio Dias - Hidalgo - Pachequinho - Rafinha - Keirrison - Henrique | - Adriano - Robert - Alexander Baumjohann - Matheus Cunha |

## Trainer (1998–2022)

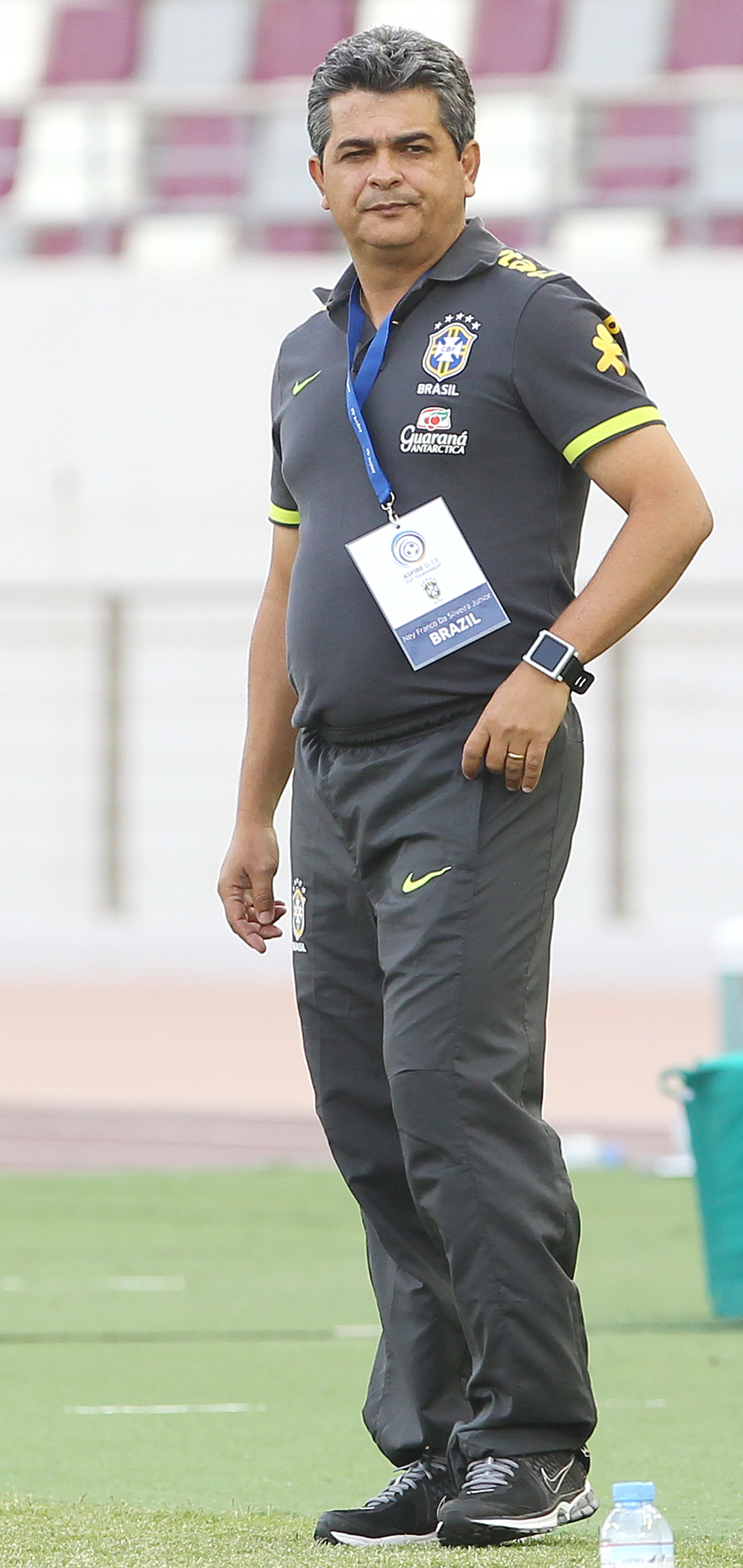
Ney Franco

| Land      | Name                     | Trainer vu/bis                |
| --------- | ------------------------ | ----------------------------- |
| Brasilien | Valdir Espinosa          | 1998                          |
| Uruguay   | Darío Pereyra            | 1998                          |
| Brasilien | Mauro Fernandes          | 1999                          |
| Brasilien | Abel Braga               | 1999                          |
| Brasilien | Márcio Araújo            | 1999                          |
| Brasilien | Jair Pereira             | 2000                          |
| Brasilien | Lori Sandri              | 2000                          |
| Brasilien | Paquito                  | 2000                          |
| Brasilien | Fito Neves               | Aug 2000–Sept 00              |
| Brasilien | Paquito                  | 2000                          |
| Brasilien | Ivo Wortmann             | Sept 2000–Aug 01              |
| Brasilien | Ricardo Gomes            | Aug 11, 2001 – Sept 21, 2001  |
| Brasilien | Paulo Bonamigo           | April 1, 2002 – Dez 15, 2003  |
| Brasilien | Antônio Lopes            | Dez 20, 2003 – Mai 5, 2005    |
| Brasilien | Cuca                     | Mai 1, 2005 – Okt 11, 2005    |
| Brasilien | Júnior Lopes (caretaker) | Okt 2005                      |
| Brasilien | Cláudio Marques          | Okt 2005                      |
| Brasilien | Márcio Araújo            | Okt 28, 2005 – Feb 24, 2006   |
| Brasilien | Cláudio Marques          | Feb 2006 – März 6             |
| Brasilien | Estevam Soares           | März 2, 2006 – Mai 15, 2006   |
| Brasilien | Paulo Bonamigo           | Mai 14, 2006 – Dez 4, 2006    |
| Brasilien | Guilherme Macuglia       | Jan 19, 2007 – June 5, 2007   |
| Brasilien | René Simões              | June 6, 2007 – Dez 31, 2007   |
| Brasilien | Dorival Júnior           | Jan 4, 2008 – Dez 11, 2008    |
| Brasilien | Ivo Wortmann             | Dez 16, 2008 – April 20, 2009 |
| Brasilien | René Simões              | April 24, 2009 – Aug 10, 2009 |
| Brasilien | Ney Franco               | Aug 11, 2009 – Dez 1, 2010    |
| Brasilien | Marcelo Oliveira         | Jan 1, 2011 – Sept 6, 2012    |
| Brasilien | Marquinhos Santos        | Sept 6, 2012 – Sept 24, 2013  |
| Brasilien | Péricles Chamusca        | Sept 30, 2013 – Nov 16, 2013  |
| Brasilien | Tcheco                   | 2013                          |
| Brasilien | Dado Cavalcanti          | 2014                          |
| Brasilien | Celso Roth               | 2014                          |
| Brasilien | Marquinhos Santos        | 2014–15                       |
| Brasilien | Ney Franco               | 2015                          |
| Brasilien | Pachequinho              | 2015                          |
| Brasilien | Gilson Kleina            | 2016                          |
| Brasilien | Pachequinho              | 2016                          |
| Brasilien | Paulo César Carpegiani   | 2016–2017                     |
| Brasilien | Pachequinho              | 2017–                         |
| Brasilien | Marcelo Oliveira         | 2017                          |
| Brasilien | Sandro Forner            | 2018                          |
| Brasilien | Tcheco                   | 2018                          |
| Brasilien | Argel Fucks              | 2018-2019                     |
| Brasilien | Matheus Costa            | 2019                          |
| Brasilien | Umberto Louzer           | 2019                          |
| Brasilien | Jorginho                 | 2019                          |
| Brasilien | Eduardo Barroca          | 2020                          |
| Brasilien | Jorginho                 | 2020                          |
| Brasilien | Rodrigo Santana          | 2020                          |
| Brasilien | Pachequinho              | 2020                          |
| Paraguay  | Gustavo Morínigo         | 2021-2022                     |
| Brasilien | Guto Ferreira            | 2022-                         |

## Platzierungen zwischen 1971 und 2015
0: No participation

+20: Platz über 20

## Saisonstatistiken
| 1969                                                                                      | Série A | 12 | 19:22 | 14 |
| 1971                                                                                      | Série A | 10 | 23:25 | 26 |
| 1972                                                                                      | Série A | 5  | 36:23 | 35 |
| 1973                                                                                      | Série A | 8  | 41:26 | 43 |
| 1974                                                                                      | Série A | 19 | 29:28 | 24 |
| 1975                                                                                      | Série A | 22 | 19:20 | 21 |
| 1976                                                                                      | Série A | 9  | 22:17 | 29 |
| 1977                                                                                      | Série A | 51 | 16:23 | 11 |
| 1978                                                                                      | Série A | 18 | 29:23 | 33 |
| 1979                                                                                      | Série A | 3  | 24:20 | 23 |
| 1980                                                                                      | Série A | 4  | 38:21 | 26 |
| 1984                                                                                      | Série A | 8  | 26:36 | 19 |
| 1985                                                                                      | Série A | 1  | 25:27 | 31 |
| 1986                                                                                      | Série A | 44 | 3:9   | 5  |
| 1987                                                                                      | Série A | 12 | 15:22 | 12 |
| 1988                                                                                      | Série A | 12 | 20:17 | 36 |
| 1989                                                                                      | Série A | 22 | 10:15 | 9  |
| 1990                                                                                      | Série B | 22 | 6:14  | 6  |
| 1991                                                                                      | Série B | 3  | 33:16 | 26 |
| 1992                                                                                      | Série B | 12 | 15:19 | 19 |
| 1993                                                                                      | Série A | 27 | 10:15 | 13 |
| 1994                                                                                      | Série B | 14 | 20:20 | 19 |
| 1995                                                                                      | Série B | 2  | 47:17 | 55 |
| 1996                                                                                      | Série A | 14 | 25:30 | 29 |
| 1997                                                                                      | Série A | 15 | 31:32 | 30 |
| 1998                                                                                      | Série A | 6  | 35:31 | 44 |
| 1999                                                                                      | Série A | 13 | 31:29 | 29 |
| 2000                                                                                      | Série A | 27 | 13:26 | 21 |
| 2001                                                                                      | Série A | 17 | 31:32 | 35 |
| 2002                                                                                      | Série A | 11 | 34:34 | 36 |
| 2003                                                                                      | Série A | 5  | 67:58 | 73 |
| 2004                                                                                      | Série A | 12 | 53:48 | 62 |
| 2005                                                                                      | Série A | 19 | 51:60 | 49 |
| 2006                                                                                      | Série B | 6  | 64:51 | 59 |
| 2007                                                                                      | Série B | 1  | 54:41 | 69 |
| 2008                                                                                      | Série A | 9  | 55:48 | 53 |
| 2009                                                                                      | Série A | 17 | 48:60 | 45 |
| 2010                                                                                      | Série B | 1  | 69:49 | 71 |
| 2011                                                                                      | Série A | 8  | 57:41 | 57 |
| 2012                                                                                      | Série A | 13 | 53:60 | 48 |
| 2013                                                                                      | Série A | 11 | 42:45 | 48 |
| 2014                                                                                      | Série A | 14 | 42:45 | 47 |
| 2015                                                                                      | Série A | 15 | 31:42 | 44 |
| 2016                                                                                      | Série A | 15 | 41:42 | 46 |
| 2017                                                                                      | Série A | 17 | 42:51 | 43 |
| 2018                                                                                      | Série B | 10 | 40:44 | 52 |
| 2019                                                                                      | Série B | 3  | 48:34 | 66 |
| 2020                                                                                      | Série A | 19 | 31:54 | 31 |
| 2021                                                                                      | Série B | 3  | 49:35 | 64 |
| 2022                                                                                      | Série A | 15 | 39:60 | 42 |
| grün unterlegt: Aufstieg in die Brasileirão A rot unterlegt: Abstieg in die Brasileirão B |         |    |       |    |